# Symphonie (Olsen)
Pour les articles homonymes, voir Symphonie.
L'unique Symphonie d'Ole Olsen est terminée en 1878. La symphonie est écrite dans la tonalité de sol majeur.
Ole Olsen commence dès 1875 à écrire sa symphonie, mais ses essais achoppent sur l'adagio et le scherzo. Ces deux mouvements porteront plus tard le numéro d'opus 39. 

## Présentation
La création de l'unique symphonie achevée d'Olsen a lieu sous sa direction par l’ancêtre de l'Orchestre philharmonique d'Oslo (Musikforeningen), le 14 décembre 1878. Le compositeur éprouve des difficultés dans la composition. Le deuxième mouvement, le scherzo, est prêt et joué en concert dès le 7 mai 1876. La partition de piano est entièrement terminée en même temps que la partition d'orchestre du scherzo. Olsen travaille ensuite deux ans sur l'orchestration des autres mouvements. 
La symphonie est dans la découpe traditionnelle en quatre mouvements du répertoire romantique : 
1. Allegro maestoso
2. Scherzo allegro
3. Andante
4. Andante quasi adagio – allegro assai

Le programme de la soirée de création comportait les œuvres suivantes :
- Ole Olsen – Symphonie en sol majeur
- Frédéric Chopin – Étude en la bémol majeur par Sina Ring
- Carl Reinecke – Gavote par Sina Ring
- Franz Liszt – La campanella par Sina Ring
- Niels Gade – Ved solnedgang (pour chœur et orchestre)
- Camille Saint-Saëns – Danse macabre

Le quotidien norvégien, l'Aftenposten, quelques jours plus tard, est plein d'éloges au sujet de la symphonie, mais Olsen n'en compose pas d'autre. Le compositeur la redonne à Vienne, Leipzig et Copenhague. L'œuvre reste cependant sous forme de manuscrit. La rédaction pour piano est publiée seulement en 1883. Olsen dédicace la partition à son beau-père, le facteur de pianos Karl Hals.

## Sources et références
- Terje Mikkelsen avec le Latvian National Symphony Orchestra (2009, Sterling)
- L'Arctic Philharmonische Orchestra sous la direction de Christian Lindberg (2011, Bis Records)
- Aftenposten, 12 et 16 décembre 1878